# 伊高·東迪
伊高·東迪（Eko Tunde），是美國廣播公司懸疑類電視連續劇《迷失》的角色之一，由艾德瓦利·亞肯努耶-阿嘉巴傑（Adewale Akinnuoye-Agbaje）飾演。